# Групова збагачувальна фабрика «Кондратівська»
Групова збагачувальна фабрика «Кондратівська» — збудована за проєктом інституту «Дніпродіпрошахт», стала до ладу 1950 року. Призначена для збагачення енергетичного пісного вугілля. Проєктна виробнича потужність 1200 тис. тонн на рік, фактично досягнута 1600 тис. тонн.
Технологічна схема за проєктом передбачала збагачення некласифікованого вугілля відсадкою і флотацію шламу. Згодом впроваджено важкосередовищний сепаратор СКВП-20 для збагачення крупного класу вугілля. У 1960-ті роки на фабриці збудовано цех для дослідного збагачення дрібного вугілля у відцентрових апаратах. Проте цей напрям дальшого розвитку не мав.
Місцезнаходження: м. Горлівка, Донецька обл., залізнична станція Байрак.